# THE PROMISE/君への誓い
『THE PROMISE/君への誓い』（プロミス/きみへのちかい、原題：The Promise）は、2016年のアメリカ合衆国の歴史映画。
監督はテリー・ジョージ、出演はオスカー・アイザックとシャルロット・ルボンなど。20世紀初頭に起きたオスマン帝国（現・トルコ）によるアルメニア人虐殺を題材とした映画。
2016年9月に開催された第41回トロント国際映画祭に出品された。

## ストーリー
オスマン帝国の村出身のアルメニア人青年ミカエル（オスカー・アイザック）は、イスタンブールの大学に入学する。彼はフランスから帰郷したアルメニア人のアナ（シャルロット・ル・ボン）と心を通わせるが、彼女はアメリカ人ジャーナリストのクリス（クリスチャン・ベイル）と付き合っていた。第1次世界大戦が勃発すると、アルメニア人に対する弾圧が強まる。

## キャスト
- ミカエル・ボゴシアン - オスカー・アイザック
- アナ・ケサリアン - シャルロット・ルボン
- クリス・マイヤーズ - クリスチャン・ベール
- 神父 - ダニエル・ヒメネス・カチョ（英語版）
- マルタ - ショーレ・アグダシュルー
- スティーヴン - ラデ・シェルベッジア
- マラル - アンジェラ・サラフィアン
- エムレ・オーガン - マーワン・ケンザリ
- メスロブ - イガル・ノール（英語版）
- フルネ提督 - ジャン・レノ
- ヘンリー・モーゲンソー - ジェームズ・クロムウェル
- アベル・フォルク
- アンドリュー・ターベット
- アーミン・アミリ
- ヴァルタン・ボゴシアン - ケヴォルク・マリキャン（英語版）
- ムスタファ - ヌーマン・アジャル（英語版）
- トム・ホランダー
- マイケル・スタール＝デヴィッド（英語版）
- オスマン・ソイカット

## 備考
- アルメニア人虐殺はいまなおトルコが国家として正式に事件の存在を認めていないこともあり、トルコで撮影することは出来ず、主にスペインで撮影された[1][6]。

- 本作の製作費9千万ドルの大半は、虐殺から生き延びた家族を持つアルメニア系アメリカ人の大富豪カーク・カーコリアンが個人的に捻出したものである。カーコリアンはプロデューサーにも名を連ねているが、本作の完成を待たずして、2015年6月に98歳でこの世を去った[7][8]。